# 毛國瑞
毛國瑞（？—？），和名佐渡山親方安治，琉球國第二尚氏王朝政治家、三司官。毛氏佐渡山殿內一世。
毛國瑞是毛如璋（池城親方安成）的次子。康熙十一年（1672年），自讀谷山間切分出八個村，新設為恩納間切，毛國瑞被授予恩納間切總地頭職，稱恩納親方安治，後改稱佐渡山親方安治。康熙十二年（1673年），他以年頭使的身份出使薩摩藩，翌年歸國。康熙十七年（1678年），他被派往八重山進行政務改革，作成規模帳。
康熙二十年（1681年），他以慶賀副使的身份，跟隨正使尚弘仁（名護王子朝元）上江戶，慶賀德川綱吉就任日本江戶幕府的將軍。使團跟隨薩摩藩藩主島津光久一同前往江戶。翌年尚弘仁在鹿兒島去世，毛國瑞於十月初十日（1682年11月8日）回國。
康熙二十七年十一月十日（1688年12月2日）就任三司官。康熙三十二年十月十八日（1693年11月15日）致仕。